# Автошлях Т 2016
Автошлях Т 2016 — автомобільний шлях територіального значення в Тернопільській області. Проходить територією Бучацького  та Заліщицького районів через Бучач — Товсте. Загальна довжина — 37,9 км.

## Відомості
У 1856 році закінчили будівництво мурованого з твердого каменю «гостинця» Бучач — Язловець — Товсте. Ксьондз Садок Баронч стверджував, що це сталось завдяки зусиллям (здійснював нагляд за будівництвом) барона Кшиштофа Блажовського, дідича Язловця.

### Населені пункти
Пролягає через:
Бучацький район
- Бучач
- Трибухівці
- Цвітова
- Ріпинці
- Помірці
- Малі Заліщики
- Язловець

Заліщицький район
- Кошилівці
- Поділля
- Ангелівка
- Товсте

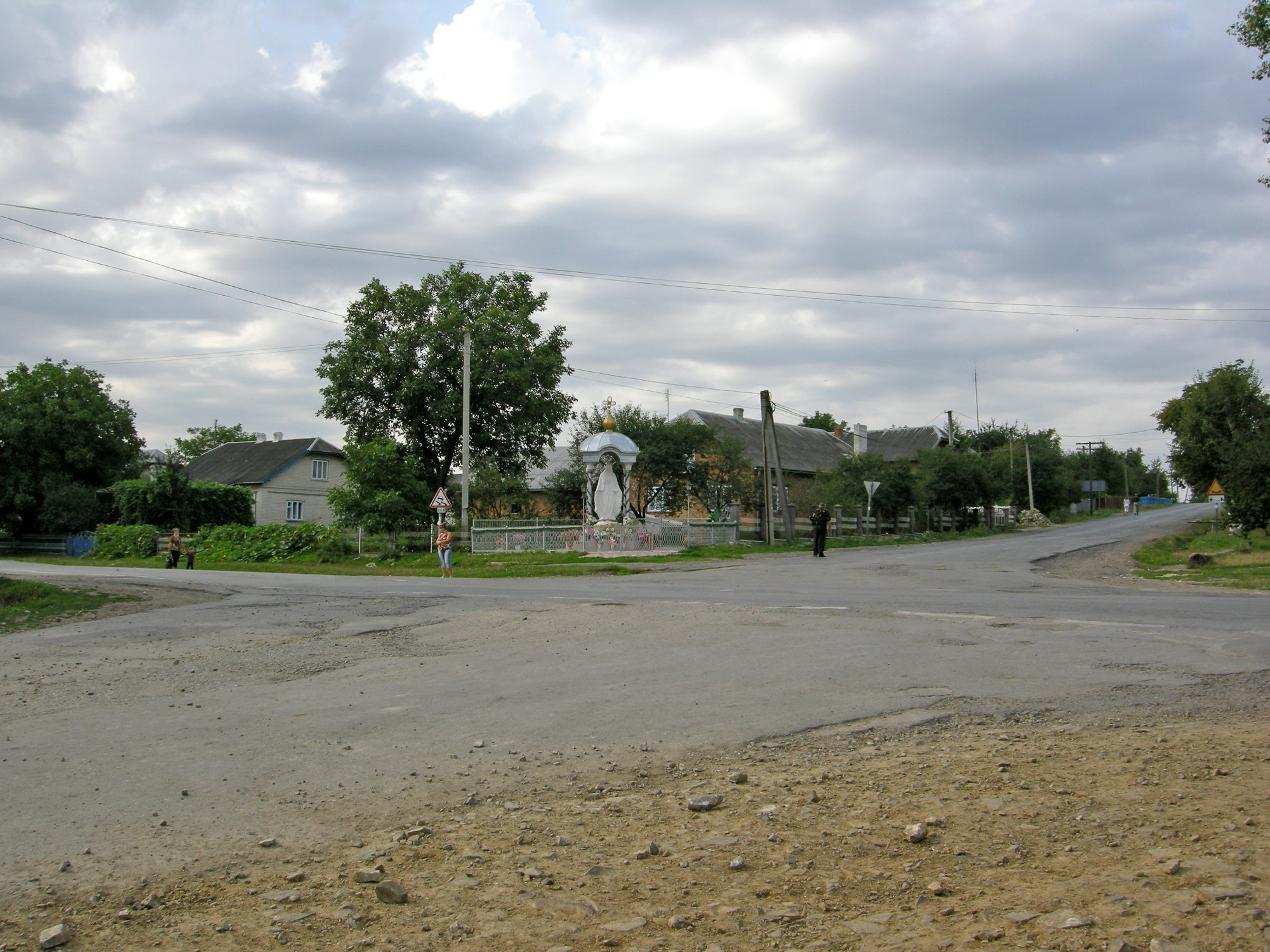
Роздоріжжя автошляхів Т 2016 і Т 2001 у Трибухівцях Бучацького району

Обабіч автошляху розташовані населені пункти:
Бучацького району
- Броварі
- Передмістя
- Новосілка
- Пожежа

Заліщицького району
- Попівці